# Copa Africana de Naciones Sub-20 de 2025
La Copa Africana de Naciones Sub-20 de 2025 fue la 25.ª edición del torneo internacional bienal de fútbol sub-20 organizado por la Confederación Africana de Fútbol (CAF).
Los cuatro mejores equipos del torneo se clasificaron para la Copa Mundial de Fútbol Sub-20 de 2025 a realizarse en Chile, como representantes de la CAF.

## Elegibilidad del jugador
Los jugadores nacidos el 1 de enero de 2005 o después fueron elegibles para participar en la competición.

## Equipos participantes
Originalmente Congo iba a participar en el torneo, pero por intromisiones del gobierno del país en las actividades de la federación, la CAF decidió descalificarlo de todas las competiciones. Tras su exclusión la CAF decidió otorgarle su cupo a la  República Centroafricana.
El 26 de marzo de 2025 se anunció que Costa de Marfil renunció a la organización de la Copa Africana de Naciones Sub-20, argumentando dificultades internas para realizar el certamen. Al día siguiente, la CAF informó que Egipto será el nuevo anfitrión del certamen.
En cursiva, los equipos debutantes.
| Equipos participantes           | Equipos participantes    | Equipos participantes | Equipos participantes | Equipos participantes |
| ------------------------------- | ------------------------ | --------------------- | --------------------- | --------------------- |
| Egipto                          | Ghana                    | Kenia                 | Marruecos             | Nigeria               |
| República Democrática del Congo | República Centroafricana | Senegal               | Sierra Leona          | Sudáfrica             |
|                                 | Tanzania                 | Túnez                 | Zambia                |                       |

## Sorteo
El procedimiento del sorteo se anunció el 10 de febrero de 2025. Los 13 equipos fueron sorteados en un grupo de cinco equipos y dos grupos de cuatro equipos. Los equipos se clasifican según su desempeño en la Copa Africana de Naciones Sub-20 de 2023. Los anfitriones en el momento del sorteo, Costa de Marfil, fueron asignados automáticamente a la Posición A1 en el sorteo. Los ganadores de la edición anterior, Senegal, fueron asignados a la Posición C1 y el tercer lugar, Nigeria, fue asignado a la Posición B1. Los 3 equipos clasificados que también participaron en la última edición (Congo, Egipto y Zambia) fueron ubicados en el Bombo 1. El resto de los participantes fueron puestos en el Bombo 2 para ser sorteado en las posiciones restantes.
El domingo 13 de abril de 2025 se llevó a cabo un nuevo sorteo en la sede de la Federación Egipcia de Fútbol en El Cairo. El sorteo revisado se hizo necesario después de que la Federación Marfileña de Fútbol se retirara de la organización del torneo el 26 de marzo.

## Sede
El país anfitrión de la etapa final de la edición fue designado durante la Asamblea General que se celebró en Marrakech, Marruecos, el 16 de diciembre de 2024.

## Ciudades sedes y estadios
Las ciudades sedes elegidas para este torneo fueron El Cairo (Estadio Internacional de El Cairo, 75.000 espectadores; Estadio 30 de Junio, 30.000 espectadores) Suez (Estadio de Suez, 27.000 espectadores), e Ismaília (Estadio del Canal de Suez, 22.000 espectadores).

## Fase de grupos
- Los horarios corresponden a la hora de Egipto (UTC+2)

Las 13 selecciones participantes se dividieron en 1 grupo de cinco y dos grupos de cuatro. Los dos primeros de cada grupo y los 2 mejores terceros clasificaron a los cuartos de final.

### Grupo A
| Equipo       | Pts | PJ | PG | PE | PP | GF | GC | Dif | Clasificación                                     |
| ------------ | --- | -- | -- | -- | -- | -- | -- | --- | ------------------------------------------------- |
| Sudáfrica    | 7   | 4  | 2  | 1  | 1  | 6  | 3  | 3   | Cuartos de final                                  |
| Sierra Leona | 7   | 4  | 2  | 1  | 1  | 6  | 5  | 1   | Cuartos de final                                  |
| Egipto       | 7   | 4  | 2  | 1  | 1  | 3  | 4  | -1  | Clasificado a cuartos de final como mejor tercero |
| Zambia       | 6   | 4  | 1  | 3  | 0  | 2  | 1  | 1   |                                                   |
| Tanzania     | 0   | 4  | 0  | 0  | 4  | 0  | 4  | -4  |                                                   |

| 27 de abril de 2025 | Zambia | 0:0     | Sierra Leona | Estadio del Canal de Suez, Ismailía |                              |
| 18.00               |        | Reporte |              | Árbitro(s): Shamirah Nabadda        | Árbitro(s): Shamirah Nabadda |

| 27 de abril de 2025 | Egipto        | 1:0     | Sudáfrica | Estadio Internacional de El Cairo, El Cairo |                           |
| 21.00               | - Youssef 62' | Reporte |           | Árbitro(s): Aklesso Gnama                   | Árbitro(s): Aklesso Gnama |

- Equipo libre:  Tanzania

| 30 de abril de 2025 | Sudáfrica   | 1:0     | Tanzania | Estadio del Canal de Suez, Ismaília |                              |
| 18.00               | - April 27' | Reporte |          | Árbitro(s): Houssam Benyahia        | Árbitro(s): Houssam Benyahia |

| 30 de abril de 2025 | Sierra Leona                              | 4:1     | Egipto         | Estadio del Canal de Suez, Ismaília |                              |
| 21.00               | - Kamara 63', 66', 90+6' - Bah 76' (pen.) | Reporte | - Kabaka 45+6' | Árbitro(s): Dickens Nyagrowa        | Árbitro(s): Dickens Nyagrowa |

- Equipo libre:  Zambia

| 3 de mayo de 2025 | Tanzania | 0:1     | Sierra Leona | Estadio del Canal de Suez, Ismaília |                           |
| 18.00             |          | Reporte | - Gandi 38'  | Árbitro(s): Hugues Kokora           | Árbitro(s): Hugues Kokora |

| 3 de mayo de 2025 | Egipto | 0:0     | Zambia | Estadio del Canal de Suez, Ismaília |                             |
| 21.00             |        | Reporte |        | Árbitro(s): Abdallah Jammeh         | Árbitro(s): Abdallah Jammeh |

- Equipo libre:  Sudáfrica

| 6 de mayo de 2025 | Sierra Leona | 1:4     | Sudáfrica                                     | Estadio del Canal de Suez, Ismaília |                          |
| 18.00             | - Kamara 69' | Reporte | - Ahshene 13' - Rapoo 60' - Mahlangu 86', 90' | Árbitro(s): Abdou Mefire            | Árbitro(s): Abdou Mefire |

| 6 de mayo de 2025 | Zambia                 | 1:0     | Tanzania | Estadio del Canal de Suez, Ismaília |                           |
| 21.00             | - Sabobo 90+11' (pen.) | Reporte |          | Árbitro(s): Aklesso Gnama           | Árbitro(s): Aklesso Gnama |

- Equipo libre:  Egipto

| 9 de mayo de 2025 | Sudáfrica     | 1:1     | Zambia      | Estadio 30 de Junio, El Cairo |                           |
| 21.00             | - Letlhaku 8' | Reporte | - Phiri 12' | Árbitro(s): Hugues Kokora     | Árbitro(s): Hugues Kokora |

| 9 de mayo de 2025 | Tanzania | 0:1     | Egipto      | Estadio del Canal de Suez, Ismaília |                          |
| 21.00             |          | Reporte | - Sharaf 8' | Árbitro(s): Abdou Mefire            | Árbitro(s): Abdou Mefire |

- Equipo libre:  Sierra Leona

### Grupo B
| Equipo    | Pts | PJ | PG | PE | PP | GF | GC | Dif | Clasificación    |
| --------- | --- | -- | -- | -- | -- | -- | -- | --- | ---------------- |
| Marruecos | 7   | 3  | 2  | 1  | 0  | 6  | 3  | 3   | Cuartos de final |
| Nigeria   | 5   | 3  | 1  | 2  | 0  | 3  | 2  | 1   | Cuartos de final |
| Túnez     | 3   | 3  | 1  | 0  | 2  | 4  | 5  | -1  |                  |
| Kenia     | 1   | 3  | 0  | 1  | 2  | 5  | 8  | -3  |                  |

| 1 de mayo de 2025 | Nigeria       | 1:0     | Túnez | Estadio 30 de Junio, El Cairo |                          |
| 18.00             | - Ibrahim 38' | Reporte |       | Árbitro(s): Abdou Mefire      | Árbitro(s): Abdou Mefire |

| 1 de mayo de 2025 | Kenia                    | 2:3     | Marruecos                                 | Estadio 30 de Junio, El Cairo |                            |
| 21.00             | - Okoth 16' - Kitsao 71' | Reporte | - Yassir Zabiri 45+3', 55' - Laalaoui 78' | Árbitro(s): Akona Makalima    | Árbitro(s): Akona Makalima |

| 4 de mayo de 2025 | Túnez                                                | 3:1     | Kenia       | Estadio 30 de Junio, El Cairo |                             |
| 18.00             | - Bousnina 45+18' (pen.) - Ben Ali 70' - Derbali 86' | Reporte | - Okoth 38' | Árbitro(s): Emmanuel Mensah   | Árbitro(s): Emmanuel Mensah |

| 4 de mayo de 2025 | Marruecos | 0:0     | Nigeria | Estadio 30 de Junio, El Cairo |                              |
| 21.00             |           | Reporte |         | Árbitro(s): Shamirah Nabadda  | Árbitro(s): Shamirah Nabadda |

| 7 de mayo de 2025 | Nigeria                           | 2:2     | Kenia                            | Estadio 30 de Junio, El Cairo    |                                  |
| 18.00             | - Arierhi 13' - Bayemi 73' (pen.) | Reporte | - Wangaya 6' (pen.) - Mwangi 68' | Árbitro(s): Shahenda El Maghrabi | Árbitro(s): Shahenda El Maghrabi |

| 7 de mayo de 2025 | Túnez        | 1:3     | Marruecos                                         | Estadio del Canal de Suez, Ismaília |                             |
| 18.00             | - Doubal 53' | Reporte | - Arguigue 44' - Bakhty 86' - El Abdellaoui 90+2' | Árbitro(s): Abdallah Jammeh         | Árbitro(s): Abdallah Jammeh |

### Grupo C
| Equipo                          | Pts | PJ | PG | PE | PP | GF | GC | Dif | Clasificación                                     |
| ------------------------------- | --- | -- | -- | -- | -- | -- | -- | --- | ------------------------------------------------- |
| Ghana                           | 7   | 3  | 2  | 1  | 0  | 3  | 1  | 2   | Cuartos de final                                  |
| Senegal                         | 4   | 3  | 1  | 1  | 1  | 3  | 2  | 1   | Cuartos de final                                  |
| República Democrática del Congo | 4   | 3  | 1  | 1  | 1  | 4  | 4  | 0   | Clasificado a cuartos de final como mejor tercero |
| República Centroafricana        | 1   | 3  | 0  | 1  | 2  | 2  | 5  | -3  |                                                   |

| 2 de mayo de 2025 | Senegal     | 1:1     | República Centroafricana | Estadio de Suez, Suez            |                                  |
| 18.00             | - Thiam 49' | Reporte | - Pengazonia 74'         | Árbitro(s): Shahenda El Maghrabi | Árbitro(s): Shahenda El Maghrabi |

| 2 de mayo de 2025 | República Democrática del Congo | 1:1     | Ghana      | Estadio de Suez, Suez   |                         |
| 21.00             | - Ntanda 16'                    | Reporte | - Aziz 24' | Árbitro(s): Luxolo Badi | Árbitro(s): Luxolo Badi |

| 5 de mayo de 2025 | República Centroafricana | 1:3     | República Democrática del Congo | Estadio de Suez, Suez     |                           |
| 18.00             | - Nzabakomada Yakoma 10' | Reporte | - Makanza 42', 51' - Ntanda 59' | Árbitro(s): Natacha Konan | Árbitro(s): Natacha Konan |

| 5 de mayo de 2025 | Ghana        | 1:0     | Senegal | Estadio de Suez, Suez       |                             |
| 21.00             | - Mensah 15' | Reporte |         | Árbitro(s): Hillary Hambaba | Árbitro(s): Hillary Hambaba |

| 8 de mayo de 2025 | República Centroafricana | 0:1     | Ghana       | Estadio de Suez, Suez      |                            |
| 18.00             |                          | Reporte | - Opoku 84' | Árbitro(s): Akona Makalima | Árbitro(s): Akona Makalima |

| 8 de mayo de 2025 | Senegal                                | 2:0     | República Democrática del Congo | Estadio del Canal de Suez, Ismaília |                              |
| 18.00             | - Tidiane Thiam 11' - Dieng 87' (pen.) | Reporte |                                 | Árbitro(s): Dickens Nyagrowa        | Árbitro(s): Dickens Nyagrowa |

### Mejores terceros
| Equipo                          | Gr | Pts | PJ | PG | PE | PP | GF | GC | Dif |
| ------------------------------- | -- | --- | -- | -- | -- | -- | -- | -- | --- |
| Egipto                          | A  | 7   | 4  | 2  | 1  | 1  | 3  | 4  | -1  |
| República Democrática del Congo | C  | 4   | 3  | 1  | 1  | 1  | 4  | 4  | 0   |
| Túnez                           | B  | 3   | 3  | 1  | 0  | 2  | 4  | 5  | -1  |

## Fase final

### Cuadro de desarrollo
|  | Cuartos de final                | Cuartos de final                | Cuartos de final |           |           | Semifinales | Semifinales | Semifinales |              |              | Final        | Final        | Final      |  |
|  | 12 de mayo                      | 12 de mayo                      | 12 de mayo       |           |           | 15 de mayo  | 15 de mayo  | 15 de mayo  |              |              | 18 de mayo   | 18 de mayo   | 18 de mayo |  |
|  |                                 |                                 |                  |           |           |             |             |             |              |              |              |              |            |  |
|  |                                 |                                 |                  |           |           |             |             |             |              |              |              |              |            |  |
|  | Sudáfrica (t.s.)                | Sudáfrica (t.s.)                | 1                |           |           |             |             |             |              |              |              |              |            |  |
|  | Sudáfrica (t.s.)                | Sudáfrica (t.s.)                | 1                |           |           |             |             |             |              |              |              |              |            |  |
|  | República Democrática del Congo | República Democrática del Congo | 0                |           |           |             |             |             |              |              |              |              |            |  |
|  | República Democrática del Congo | República Democrática del Congo | 0                |           | Sudáfrica | Sudáfrica   | 1           |             |              |              |              |              |            |  |
|  |                                 |                                 |                  |           | Sudáfrica | Sudáfrica   | 1           |             |              |              |              |              |            |  |
|  |                                 |                                 | Nigeria          | Nigeria   | 0         |             |             |             |              |              |              |              |            |  |
|  | Nigeria (p.)                    | Nigeria (p.)                    | Nigeria          | Nigeria   | 0         | 0 (3)       |             |             |              |              |              |              |            |  |
|  | Nigeria (p.)                    | Nigeria (p.)                    |                  |           |           |             |             |             |              |              |              |              |            |  |
|  | Senegal                         | Senegal                         | 0 (1)            |           |           |             |             |             |              |              |              |              |            |  |
|  | Senegal                         | Senegal                         | 0 (1)            |           |           |             |             |             |              | Sudáfrica    | Sudáfrica    | 1            |            |  |
|  |                                 |                                 |                  |           |           |             |             |             |              | Sudáfrica    | Sudáfrica    | 1            |            |  |
|  |                                 |                                 | Marruecos        | Marruecos | 0         |             |             |             |              |              |              |              |            |  |
|  | Marruecos (t.s.)                | Marruecos (t.s.)                | Marruecos        | Marruecos | 0         | 1           |             |             |              |              |              |              |            |  |
|  | Marruecos (t.s.)                | Marruecos (t.s.)                |                  |           |           |             |             |             |              |              |              |              |            |  |
|  | Sierra Leona                    | Sierra Leona                    | 0                |           |           |             |             |             |              |              |              |              |            |  |
|  | Sierra Leona                    | Sierra Leona                    | 0                |           | Marruecos | Marruecos   | 1           |             |              | Tercer lugar | Tercer lugar | Tercer lugar |            |  |
|  |                                 |                                 |                  |           | Marruecos | Marruecos   | 1           |             |              | Tercer lugar | Tercer lugar | Tercer lugar |            |  |
|  |                                 |                                 | Egipto           | Egipto    | 0         |             |             |             |              |              |              |              |            |  |
|  | Ghana                           | Ghana                           | Egipto           | Egipto    | 0         | 2 (4)       |             |             | Nigeria (p.) | Nigeria (p.) | 1 (4)        |              |            |  |
|  | Ghana                           | Ghana                           |                  |           |           |             |             |             | Nigeria (p.) | Nigeria (p.) | 1 (4)        |              |            |  |
|  | Egipto (p.)                     | Egipto (p.)                     | 2 (5)            |           |           |             |             |             |              |              | Egipto       | Egipto       | 1 (1)      |  |
|  | Egipto (p.)                     | Egipto (p.)                     | 2 (5)            |           |           |             |             |             |              |              | Egipto       | Egipto       | 1 (1)      |  |
|  |                                 |                                 |                  |           |           |             |             |             |              |              |              |              |            |  |

### Cuartos de final
Los 4 ganadores se clasifican para la Copa Mundial Sub-20 de 2025 en Chile.
En caso de empatar los 90 minutos se van a tiempos extras, y si el resultado sigue así o se empata van a los penales.
| 12 de mayo de 2025 | Nigeria                     | 0:0 (t. s.)(3:1 p.)        | Senegal                            | Estadio del Canal de Suez, Ismaília |                              |
| 15.00              |                             | Reporte                    |                                    | Árbitro(s): Houssam Benyahia        | Árbitro(s): Houssam Benyahia |
|                    |                             | Tiros desde el punto penal |                                    |                                     |                              |
|                    | - Benjamin - Chukwu - Ayuma |                            | - Dorival - Diouck - Faye - Konaté |                                     |                              |

| 12 de mayo de 2025 | Ghana                                  | 2:2 (t. s.)(4:5 p.)        | Egipto                                     | Estadio de Suez, Suez        |                              |
| 18.00              | - Issah 45+2' - Sulemana 90+11' (pen.) | Reporte                    | - Sherif 19', 27'                          | Árbitro(s): Shamirah Nabadda | Árbitro(s): Shamirah Nabadda |
|                    |                                        | Tiros desde el punto penal |                                            |                              |                              |
|                    | - Aziz - Antwi - Marfo - Okopu - Issah |                            | - Raafat - Bostangy - Gomma - Essam - Samy |                              |                              |

| 12 de mayo de 2025 | Marruecos           | 1:0 (t. s.) | Sierra Leona | Estadio 30 de Junio, El Cairo |                          |
| 18.00              | - Keita 116' (a.g.) | Reporte     |              | Árbitro(s): Abdou Mefire      | Árbitro(s): Abdou Mefire |

| 12 de mayo de 2025 | Sudáfrica         | 1:0 (t. s.) | República Democrática del Congo | Estadio del Canal de Suez, Ismaília |                             |
| 21.00              | - Mahlangu 105+4' | Reporte     |                                 | Árbitro(s): Abdallah Jammeh         | Árbitro(s): Abdallah Jammeh |

### Semifinales
| 15 de mayo de 2025 | Sudáfrica   | 1:0     | Nigeria | Estadio del Canal de Suez, Ismaília |                              |
| 18.00              | - Smith 66' | Reporte |         | Árbitro(s): Houssam Benyahia        | Árbitro(s): Houssam Benyahia |

| 15 de mayo de 2025 | Marruecos           | 1:0     | Egipto | Estadio 30 de Junio, El Cairo |                           |
| 21.00              | - El Abdellaoui 78' | Reporte |        | Árbitro(s): Aklesso Gnama     | Árbitro(s): Aklesso Gnama |

### Tercer lugar
| 18 de mayo de 2025 | Nigeria                              | 1:1 (t. s.)(4:1 p.)        | Egipto                 | Estadio 30 de Junio, El Cairo |                              |
| 18.00              | - Amole 47'                          | Reporte                    | - Hassan 3'            | Árbitro(s): Shamirah Nabadda  | Árbitro(s): Shamirah Nabadda |
|                    |                                      | Tiros desde el punto penal |                        |                               |                              |
|                    | - Chukwu - Ayuma - Arierhi - Maigana |                            | - Khedr - Gomma - Atef |                               |                              |

### Final
| 18 de mayo de 2025 | Sudáfrica    | 1:0     | Marruecos | Estadio 30 de Junio, El Cairo |                          |
| 21.00              | - Kekana 70' | Reporte |           | Árbitro(s): Abdou Mefire      | Árbitro(s): Abdou Mefire |

|                               |
| Bandera de Sudáfrica          |
| Campeón Sudáfrica 1.er título |

## Clasificados a la Copa Mundial de Fútbol Sub-20 de 2025
Los siguientes equipos de la CAF clasificaron para la Copa Mundial de Fútbol Sub-20 de 2025 a realizarse en Chile.
| Equipo    | Fecha              | Apariciones previas                                                               |
| --------- | ------------------ | --------------------------------------------------------------------------------- |
| Nigeria   | 12 de mayo de 2025 | 13 (1983, 1985, 1987, 1989, 1999, 2005, 2007, 2009, 2011, 2013, 2015, 2019, 2023) |
| Marruecos | 12 de mayo de 2025 | 3 (1977, 1997, 2005)                                                              |
| Egipto    | 12 de mayo de 2025 | 8 (1981, 1991, 2001, 2003, 2005, 2009, 2011, 2013)                                |
| Sudáfrica | 12 de mayo de 2025 | 4 (1997, 2009, 2017, 2019)                                                        |